# Johann Georg Leuckfeld

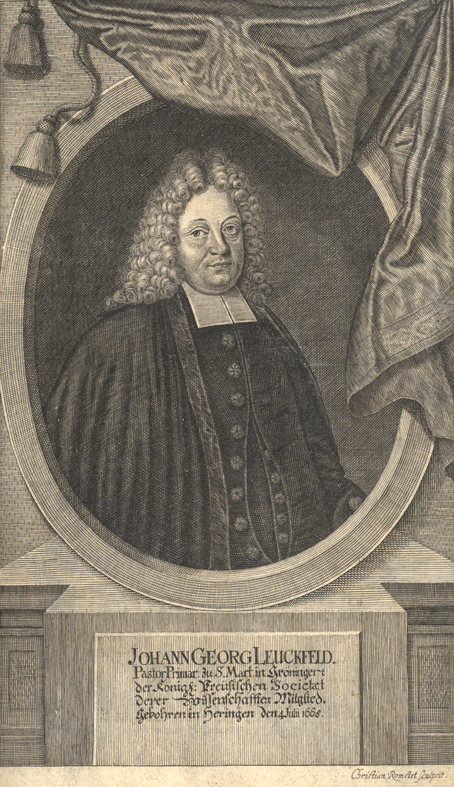
Johann Georg Leuckfeld, Kupferstich von Christian Romstet

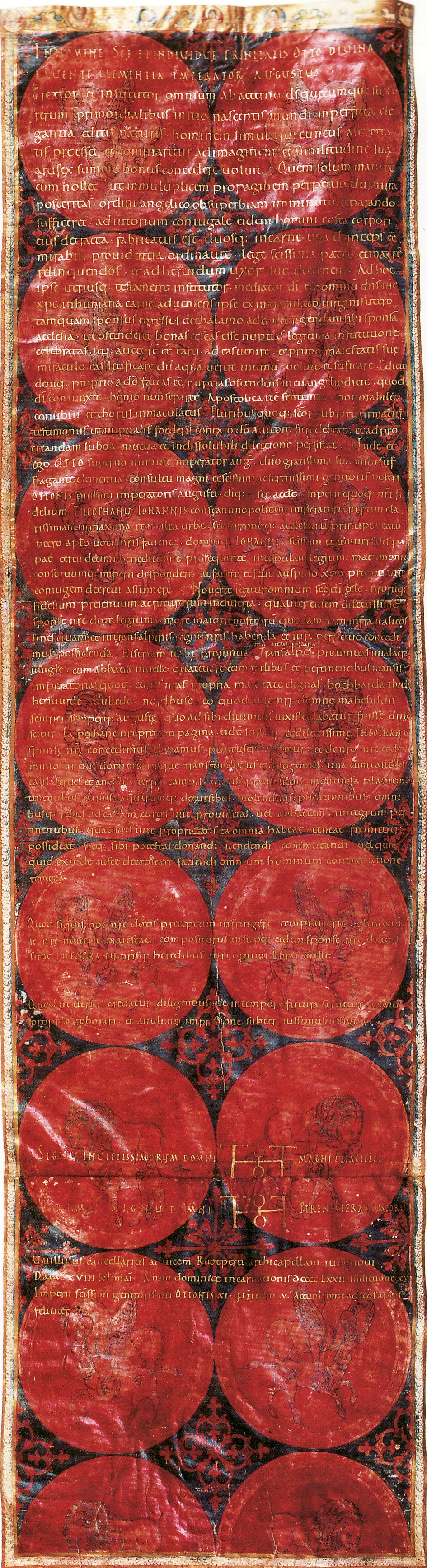
Die durch Leuckfeld wiederentdeckte Heiratsurkunde der Kaiserin Theophanu und Otto II.

Johann Georg Leuckfeld (* 4. Juli 1668 in Heringen; † 24. April 1726 in Gröningen) war ein deutscher Theologe, Schriftsteller, Historiker und Urkundensammler.

## Leben
Leuckfeld besuchte die Schulen in Stolberg, Frankenhausen und Quedlinburg. Danach studierte er in Leipzig Theologie. Von Jugend an interessierte er sich für die heimatliche Geschichte und den Erwerb und die Auswertung historischer Urkunden. Nach Studienabschluss kehrte er nach Heringen zurück und predigte bis zu seinem 32. Lebensjahr. 1699 erschien sein erstes Buch in Frankfurt. Ab 1700 wirkte er als Sekretär der Äbtissin des Stiftes Gandersheim; zeitgleich nahm er das Predigeramt wahr. 1702 übernahm er die Stelle als Oberpfarrer in Gröningen. Neben dieser Anstellung betätigte Leuckfeld sich als Chronist, Numismatiker, Biograph, Bibliograph und Genealoge. In seiner begleitenden schriftstellerischen Tätigkeit schuf er ein umfangreiches Werk, in welchem die Biographien zu Johann Spangenberg und Cyriakus Spangenberg sowie Michael Neander die bedeutendsten Darstellungen sind. Leuckfeld stand mit über 200 Zeitgenossen in dauerndem Briefkontakt, darunter u. a. Gottfried Wilhelm Leibniz, Ernst Salomon Cyprian und Christian Schlegel.
Zudem wurde Leuckfeld durch das Auffinden und Sammeln mittelalterlicher Urkunden, Briefe und verschollen geglaubter Manuskripte der gebildeten Öffentlichkeit bekannt. Prominentestes Fundstück war die 1700 im Stift Gandersheim aufgefundene Heiratsurkunde der Kaiserin Theophanu.
1710 ernannte Herzog Anton Ulrich (Braunschweig-Wolfenbüttel) Leuckfeld zum Klosterrat; 1712 wurde er in die Preußische Akademie der Wissenschaften zu Berlin aufgenommen.
Er starb am 24. April 1726, das Grab befindet sich in der St.-Martin-Kirche in Gröningen.

## Werke (Auswahl)
Der berühmte Klosterforscher erforschte die Geschichte vieler nord- oder mitteldeutscher Klöster und  verfasste oft  die ersten deutschsprachigen Abhandlungen darüber:
- Kloster Walkenried: Antiquitates Walckenredenses, oder Historische Beschreibung der vormahls berühmten Käyserl. Freyen Reichs-Abtey Walckenried Cistercienser-Ordens: In derer ersten Theile von dieses Stiffts Alter, Landes-Gegend, Orthe, Nahmen, Mönchs-Orden, Auffbauung, Einweihung, Filialen, Kirchen ... In dem andern aber von des Closters Stiffterin, Advocaten, Aebten, Administratoren, Prioren ... gehandelt wird / Zur Erläuterung der Thüringischen Hartz-Historie Aus denen Stiffts-Briefen, raren Manuscriptis und andern bewährten Historicis mit Fleiß zusammen getragen, auch mit dienlichen Anmerckungen Und nöthigen Kupffer-Stücken versehen von Johann Georg Leuckfeld, Pastore Primario in Gröningen. Leipzig und Nordhausen 1705; Bayerische Staatsbibliothek München.
- Kloster Pöhlde: Antiqvitates Poeldenses. Oder Historische Beschreibung des vormahligen Stiffts Voelde, Praemonstratenser Ordens, Worinnen von dieses Closters Nahmen, Stifftungs-Zeit, Landes-Gegend ... Aus raren Archiven und Schriften zusammen getragen und ... erläutert. Wolfenbüttel 1707; Bayerische Staatsbibliothek München.
- Stift Gandersheim: Antiqvitates Gandersheimenses. Oder Historische Beschreibung Des Uhralten Käyserl. Freyen Weltlichen Reichs-Stiffts Gandersheim ...: Welchem auch noch beygefüget ein sehr altes von diesem Stiffte handelndes Nieder-Sächsisches Reim-Chronicon, Imgleichen der berühmten Hroswithæ bißher verlangtes Lateinisches Carmen Von Erbauung dieses Stiffts ...; Nebst einer besondern Vorrede Tit: Herrn Johan: Andreæ Schmidts, Abtens zu Marienthal, SS. Th. Doct. Wolfenbüttel 1709; SLUB Dresden.
- Kloster Ilfeld: Antiqvitates Ilfeldenses, Oder Historische Beschreibung des Closters Ilfeld/ Præmonstratenser Ordens : Worinnen von dieses Stiffts-Alter/ Landes-Gegend/ Orthe/ Nahmen ... u.s.w. ausführlich gehandelt wird ; Aus raren Manuscriptis und bewehrten Historicis zusammen getragen/ auch mit dienlichen Anmerckungen/ Diplomatibus, Briefen, Registern u. Kupfern erleutert; Welchem noch beygefüget ist des berühmten Professoris Laurentii Rhodomanni Ilfelda Hercynica. Quedlinburg 1709 ULB Halle.
- Kloster Michaelstein und Kloster Amelungsborn: Antiquitates Michaelsteinenses et Amelunxbornenses, das ist historische Beschreibung derer vormahls berühmten Cistercienser-Abteyen Michaelstein und Amelunxborn, worinnen von dererselben Lage, Stiftern, Erbauung, Gütern, Aebten, usw. gehandelt ... wird. Wolfenbüttel 1710; Bayerische Staatsbibliothek München.
- Kloster Bursfelde: Antiqvitates Bursfeldenses, Oder Historische Beschreibung des ehmaligen Closters Burßfelde ... Nebst Beyfügung Kurtzer Historischen Nachricht Von denen Clöstern Ringelheim und S. Blasii in Northeim. Wolfenbüttel 1713; Bayerische Staatsbibliothek München.
- Kloster Kelbra: Historische Beschreibung, Von Dreyen in und bey der Güldenen-Aue gelegenen Örtern : Nemlich: Dem gewesenen Cistercienser-Closter S. Georgii zu Kelbra, Nebst einer Genealogischen Nachricht von denen gelebten Graffen von Beichlingen, Wie auch von denen alten Keyserlichen Pfaltzen Alstedt und Walhausen, Aus bewehrten Historicis und dienlichen Mscriptis zusammen getragen, und mit vielen gröstentheils bisher verborgen gelegenen Diplomatibus erleutert, auch beygefügten Noten bewiesen, Zur Verbesserung der Historie mitler Zeiten Denen Liebhabern mitgetheilet. Leipzig und Wolfenbüttel 1721; Bayerische Staatsbibliothek München.
- Kloster Himmelgarten: Johann Georg Leuckfelds Kurtze Historische Nachricht Von dem ehmahligen Augustiner Closter Himmel-Garten, Ohnweit Nordhausen. Halberstadt und Leipzig 1723.